# Parki (obraz Goi)
Parki lub Atropos (hiszp. Las Parcas lub Atrópos) – obraz hiszpańskiego malarza Francisco Goi.

## Okoliczności powstania
To dzieło należy do cyklu 14 czarnych obrazów – malowideł wykonanych przez Goyę na ścianach jego domu Quinta del Sordo w latach 1819–1823. Zostały one sfotografowane przez Jeana Laurenta, a następnie przeniesione na płótna w latach 1874–1878 przez malarza Salvadora Martíneza Cubellsa. Obecnie znajdują się w zbiorach Muzeum Prado. Goya wykonał ten szczególny cykl obrazów na kilka lat przed śmiercią. Wyrażają one jego lęk przed starością i samotnością, są również satyrą rodzaju ludzkiego i państwa hiszpańskiego.

## Analiza
Obraz nawiązuje do mitu o Parkach, boginiach przeznaczenia w mitologii rzymskiej. Przewodzi im wyposażona w nożyce Atropos, która przecina nić ludzkiego życia. Atrybutem Kloto jest kołowrotek, na którym przędzie nici. Na obrazie Goi Kloto trzyma lalkę, zabawkę przypominającą niemowlaka, prawdopodobnie alegorię życia. Prząśniczka Lachesis u Goi spogląda przez lupę lub w lusterko i symbolizuje czas, gdyż to ona mierzyła długość nici ludzkiego życia. Obok trzech zawieszonych w powietrzu Parek znajduje się postać z rękami skrzyżowanymi na plecach (być może związanymi), która może symbolizować człowieka. Parki decydują o jego losie, a zniewolony człowiek nie może im przeszkodzić.
Tak jak w przypadku innych czarnych malowideł paleta barw jest bardzo ograniczona, dominuje czerń i ochra. Te barwy wzmacniają atmosferę fantazji i nierealnego świata (co odpowiada mitom). To dzieło, podobnie jak cała seria, zawiera elementy właściwe dla XX-wiecznego ekspresjonizmu.